# Marie-Louise Bévis
Pour les articles homonymes, voir Bévis.
Marie-Louise Bévis (née le 12 octobre 1972 à Morne-à-l'Eau) est une athlète française, spécialiste du 400 m. 

## Biographie
Sur 400 m, elle se classe sixième des Championnats du monde en salle de 1995 et remporte les Jeux de la Francophonie de 1997 et les Jeux méditerranéens de 2001. Elle participe par ailleurs à plusieurs reprises à des finales internationales dans l'épreuve du relais 4 × 400 m. Sixième des Championnats du monde 1993 et sixième de l'édition 2001, elle prend la cinquième place des Championnats d'Europe 2002.
Marie-Louise Bévis remporte sept titres de championne de France du 400 m : trois en plein air en 1997, 2000 et 2003, et quatre en salle en 1993, 1996, 1998 et 2000.

### Palmarès
| Date | Compétition                    | Lieu         | Résultat | Épreuve   |
| ---- | ------------------------------ | ------------ | -------- | --------- |
| 1993 | Championnats du monde          | Stuttgart    | 6e       | 4 × 400 m |
| 1995 | Championnats du monde en salle | Barcelone    | 6e       | 400 m     |
| 1997 | Jeux méditerranéens            | Bari         | 5e       | 4 × 400 m |
| 1997 | Jeux méditerranéens            | Bari         | 2e       | 4 × 400 m |
| 1997 | Jeux de la Francophonie        | Antananarivo | 1re      | 400 m     |
| 2001 | Championnats du monde          | Edmonton     | 6e       | 4 × 400 m |
| 2001 | Jeux méditerranéens            | Radès        | 1re      | 400 m     |
| 2001 | Jeux méditerranéens            | Radès        | 1re      | 4 × 400 m |
| 2002 | Championnats d'Europe          | Munich       | 5e       | 4 × 400 m |

### Records
| Épreuve   | Performance      | Lieu         | Date |
| --------- | ---------------- | ------------ | ---- |
| 400 51 50 | Nogent-sur-Marne | 28 juin 2003 |      |